# Gunnestorp, Halland
Gunnestorp i Varbergs kommun, Hallands län är från början namnet på en gård i Toftatrakten, men betecknar nu även den trafikplats som bildats där Europaväg E6 korsar Riksväg 41 Varberg-Borås. 
Avfarten från E6 till detta område har nr 55. Här finns pendelparkering, dygnetruntöppen bensinstation med butik samt restauranger. Flera företag har etablerat sig i det närliggande industriområdet Varberg Nord.